# Martin P. Schennach
Martin P. Schennach (* 1975 in Innsbruck) ist ein österreichischer Rechtswissenschaftler.

## Leben
Nach der Matura und Präsenzdienst studierte er Geschichte, Germanistik und Romanistik in Innsbruck, Jena und Wien (Promotion unter den Auspizien des Bundespräsidenten 2001) sowie der Rechtswissenschaften in Innsbruck und Wien (Promotion 2004). Er war Mitglied des Instituts für Österreichische Geschichtsforschung in Wien (62. Ausbildungskurs 1998–2001). Nach der Habilitation aus „Rechtsgeschichte“ (2008) sowie aus „Österreichischer Geschichte“ (2011) ist er seit 2012 Universitätsprofessor für Rechtsgeschichte in Innsbruck.
Seine Forschungsschwerpunkte sind Gesetzgebungs- und Kodifikationsgeschichte, Verfassungsgeschichte (v. a. Herausbildung des frühmodernen Staates, Stände, Frühkonstitutionalismus), historische Rechtsimplementation, Strafrechtsgeschichte, Forschungen zu frühneuzeitlichen Revolten, Wissenschaftsgeschichte (v. a. Geschichte des öffentlichen Rechts in Österreich).
Schennach ist Mitglied der Vereinigung für Verfassungsgeschichte.

## Schriften (Auswahl)
- Tiroler Landesverteidigung 1600–1650. Landmiliz und Söldnertum (= Schlern-Schriften. Band 323). Wagner, Innsbruck 2003, ISBN 3-7030-0378-2.
- Jagdrecht, Wilderei und „gute Policey“. Normen und ihre Durchsetzung im frühneuzeitlichen Tirol. Frankfurt am Main 2007, ISBN 3-465-04023-6.
- Revolte in der Region. Zur Tiroler Erhebung von 1809. Innsbruck 2009, ISBN 978-3-7030-0462-9.
- Gesetz und Herrschaft. Die Entstehung des Gesetzgebungsstaates am Beispiel Tirols. Köln 2010, ISBN 978-3-412-20635-2.
- Das Landlibell von 1511. Zur Geschichte einer Urkunde. Innsbruck 2012, ISBN 978-3-7030-0495-7.
- Vom k.k. Ärar zum Bundesschatz? Das Staatsvermögen der Habsburgermonarchie und die Entstehung des österreichischen Bundesstaates. Wien 2015, ISBN 978-3-7003-1936-8.
- Die Tiroler Landesordnungen von 1526, 1532 und 1573, gem. mit Josef Pauser und unter Mitarbeit von Verena Schumacher. Wien 2018, ISBN 978-3-205-20668-2.
- Austria inventa? Zu den Anfängen der österreichischen Staatsrechtslehre. Frankfurt a. M. 2020, ISBN 978-3-465-04414-7.
- Rechtsgeschichte der österreichischen Wirtschaft. Wien 2022, ISBN 978-3-7089-2070-2.